# Nosy Varika
Nosy Varika é uma cidade na costa este da ilha de Madagáscar. 

## Geografia
Fica na região de Vatovavy Fitovinany a 130 km ao norte de Mananjary e é sede do distrito de Nosy Varika.
A 7 km da cidade fica o lago de Alanampotsy e a 107 km se encontra a cascada de Sakaleona.
O rio Sakaleona travessa a cidade.

## Transportes
A cidade tém um pequeno porto fluvial.